# Chloroclystis phantastes
Chloroclystis phantastes là một loài bướm đêm trong họ Geometridae.